# Фентезі (журнал, 1946)
Фентезі (англ. Fantasy) — британський науково-фантастичний журнал, редагований Волтером Ґіллінґсом, який випустив три номери з 1946 по 1947 рік. Ґіллінґс почав збирати матеріали для журналу в 1943 році, але видавець, Temple Bar, відкладав його запуск, поки успіх Нових світів, ще одного британського науково-фантастичного журналу, не переконав їх у наявності життєздатного ринку. Ґіллінґс отримав історії від Еріка Френка Рассела, Джона Рассела Фірна та Артура Кларка, чия «Технічна помилка» була першою історією Кларка, надрукованою у Великій Британії. Ґіллінґс опублікував ще два оповідання Кларка, обидва під псевдонімами, але після третього випуску Temple Bar припинив публікацію Фентезі через нормування паперу, спричинене Другою світовою війною. Ґіллінґс зміг використати деякі історії, які він придбав для Фентезі у 1950 році, коли став редактором Наукового фентезі.

## Історія видання та зміст
Незадовго до початку Другої світової війни у Великій Британії виходило два науково-фантастичні журнали: Тайлс оф вондер (Tales of Wonder,), який вийшов у 1937 році, і Фентезі (Fantasy), який опублікував свій перший номер наступного року. Фентезі був змушений закритися в 1939 році, коли наближалася війна: редактор Т. Стенгоуп Спрігг пішов на службу в Королівські ВПС, і видавцеві, George Newnes Ltd, було зрозуміло, що скоро буде запроваджено нормування паперу. Тайлс оф вондер, яку публікувало The World's Work, редагував Волтер Ґіллінґс, який був активним фанатом наукової фантастики з початку 1930-х років. Ґіллінґс зміг підтримувати Тайлс оф вондер до 1942 року, незважаючи на брак паперу; навіть після того, як його призвали, він міг деякий час редагувати його зі свого армійського табору, але номер весни 1942 року був останнім.
До 1943 року Ґіллінґс планував випустити новий журнал, який мав видати Temple Bar. Він почав збирати матеріал для нього, вимагаючи оригінальних історій, зосереджених на тому, «як технологічний прогрес може вплинути на окремих людей, а не на ціле населення», за словами історика наукової науки Майка Ешлі. Нормування паперу все ще викликало занепокоєння, і Temple Bar не були переконані, що існує достатній ринок для наукової фантастики, тому вони постійно відкладали запуск. Початкове прохання Ґіллінґса про подання не принесло результатів, але до 1946 року він зібрав достатньо матеріалу для дев'яти номерів. Це включало кілька оповідань Артура Кларка, хоча він повернув деякі з них Кларку, оскільки затримки публікації подовжились, запропонувавши Кларку спробувати їх на американському ринку. Два оповідання, «Лазівка» та «Рятувальний загін», з'явилися в Аналог: наукова фантастика та факти у квітневому та травневому випусках 1946 року; це були перші професійні продажі художньої літератури Кларка.
У 1946 році Temple Bar нарешті зробив рішучий крок, переконаний успіхом Нових світів, іншого британського науково-фантастичного журналу, який вийшов того літа. Перший випуск, у форматі дайджесту, був датований груднем 1946 року. Назва була Фентезі, хоча не було жодного зв'язку з довоєнним пульп-журналом Newnes під такою назвою; він мав підзаголовок «Журнал наукової фантастики». Головною статтею був «Останній конфлікт» Джона Рассела Фірна, а також випуск включав перевидання «Світів Якщо», оповідання Стенлі Вайнбаума та «Технічну помилку» Кларка — його перший продаж на британському ринку. «Технічна помилка» виявилася найпопулярнішою новиною в номері. Ще два оповідання Кларка з'явилися в наступних двох випусках, обидва під псевдонімами: «Викинутий на волю» як Чарльз Вілліс, і «Внутрішні вогні» як «Е. Ґ. О'Браєн». Ерік Френк Рассел з'явився у другому випуску з головною історією «Реліквія» про повернення робота на Землю; Ешлі описує його як незабутній і коментує, що кілька інших авторів журналу, в тому числі Леслі В. Гілд, П.E. Клеайтор, E.Р. Джеймс і Норман С. Паллант, написали «компетентні історії для того часу». Історик наукової науки Дональд Так також зазначає «Пастку часу» Стентона Кобленца з останнього випуску як визначну. Ешлі припускає, що покращення якості оповідань у порівнянні з британською науковою фантастикою до війни сталося частково тому, що Астоундінґ сайнс фікшн (Astounding Science Fiction), який був провідним науковим журналом того часу, був доступний у Великій Британії у вигляді британського репринтного видання. У тому, що британські письменники почали моделювати свої історії на основі того, що вони прочитали в Астоундінґу, на думку Ешлі, «нічого поганого».
Ґіллінґс включив перевидання, а також нові оповідання та колонку листів, а також деякі науково-популярні статті, які він написав сам під псевдонімами. Тираж усіх трьох номерів становив 6000 примірників, і кожен випуск був розпроданий, але обмеження паперу все ще діяло, і Темпл Бар вирішив закрити журнал і зосередитися на більш прибуткових видах. Ґіллінґс побачив напис на стіні ще до того, як з'явився другий номер, і в березні 1947 року випустив перший випуск Фентезі рев'ю, високоякісного фан-журналу. І Фентезі рев'ю, і інвентар, який Ґіллінґс придбав для Фентезі, зрештою були використані, коли Наукове фентезі, журнал-супутник Нових світів, був запущений у 1950 році. Фентезі рев'ю було включено як розділ новин у Науковому фентезі, і Ґіллінґс включив одне з оповідань Кларка, «Стріла часу», до першого випуску разом із «Чорною суботою» Джона Рассела Ферна, яку Ґіллінґс купив у 1947 році, і «Монстр» Крістофера Юда (справжнє ім'я Джона Крістофера). «Монстр» був першим продажем Юда, коли Ґіллінґс купив його в нього в 1946 році, але, як і у випадку з Кларком, його перший продаж не був його першим оповіданням, надрукованим: натомість «Різдвяна ялинка» Юда з'явилася в Астоундінґ сайнс фікшн у лютому 1949 року.

## Бібліографічні відомості
Редактором усіх трьох випусків був Волтер Ґіллінґс. Кожен випуск мав розмір дайджесту, зшитий у сідло, мав 96 сторінок за ціною 1/- . Журнал видавав Temple Bar. Був один том із трьох випусків; вони були датовані груднем 1946 р., квітнем 1947 р. та серпнем 1947 р.